# ولید خالد عفت
ولید خالد عفت (انگلیسی: Walid Khalid Afat؛ زادهٔ) یک ورزشکار است.
از باشگاه‌هایی که در آن بازی کرده‌است می‌توان به نیروی هوایی عراق و تیم ملی فوتبال عراق اشاره کرد.
وی همچنین در تیم ملی فوتبال تیم ملی فوتبال عراق بازی کرده است.